# レミーのおいしいレストラン
『レミーのおいしいレストラン』（Ratatouille）は、ピクサー・アニメーション・スタジオによる長編アニメーション映画。日本では2007年7月28日より公開された。2007年11月14日にはDVDが、12月5日にはBlu-ray Discが発売された。
原題（Ratatouille）はフランス南部の野菜煮込み料理「ラタトゥイユ」の意で、主人公のレミーがネズミ（Rat）であることにかけている（英語版のポスターでは“rat・a・too・ee”と発音を強調してもいる）。
本編上映前には、ピクサーの短編作品である『リフテッド』が同時上映された。

## 概要
監督は『アイアン・ジャイアント』や『Mr.インクレディブル』を手がけたブラッド・バード。当初はヤン・ピンカバが監督を務めたが、経験上の懸念から降板。その後監督を引き継いだブラッド・バードは公開まで20ヶ月という期間で、出来上がっていたキャラクターデザインや脚本を大幅に改訂し（当初レミーはミッキーマウスのように戯画化されたデザインだった）、完成させた。
スタッフは作品作りのためフランスへ飛び、レストランの料理を食べ、さらには厨房を見学し、フランス料理の講習も受けた。

## あらすじ
レミーは今は亡き天才シェフのグストーに憧れて、フランス料理のシェフになることを夢見る“ネズミ”。ある嵐の日、レミーは家族と離ればなれになり、独り華の都パリにたどり着く。レミーはグストーの幽霊に導かれ、レストラン《グストー》へと向かう。
レストラン《グストー》では、母の遺言にしたがって店にやって来たばかりの見習いシェフ、リングイニが大事なスープを台無しにしてしまっていた。レミーは思わずスープを作り直してしまうが、リングイニに見つかってしまう。スープは客に提供され、これが好評。スキナー料理長はリングイニを正式に雇うと《グストー》で唯一の女性料理人のコレットに指導を命じた。
リングイニの髪をレミーが引っ張ることで、リングイニの身体が操作できることが判ると、頭にレミーを乗せて料理を造る特訓が始まる。リングイニ自身は目隠ししたままでも料理を作れるようになると、二人はパリ一番のシェフを目指すことにした。
スキナー料理長は暫定的にレストラン《グストー》のオーナーになっており、グストーの名を借りた冷凍食品の販売で一儲けしようと企んでいた。しかし、リングイニが持っていた紹介状と思われた書類は、リングイニの母の手紙であり、リングイニが亡くなったグストーの息子であると告げた。スキナーは、リングイニの髪の毛を手に入れ、弁護士にDNA鑑定を依頼する。
リングイニ（実はレミー）が作ったスープは客や料理評論家にも好評で、そろそろ別の料理も……と言うことになった。スキナーはグストーのレシピから「リ・ド・ヴォー・ア・ラ・グストー」をリングイニに作らせることにした。しかし、これはグストー自身が失敗作と評していた料理だった。レシピ通りに作ることを主張するコレットに対し、レミーは独自のアレンジを加えて料理を作り上げてしまう。これがまた大好評になり、「リングイニのスペシャル」は注文が殺到することになった。
一方、DNA鑑定でもリングイニが本物のグストーの息子と知らされ、自身の計画が台無しになることを知ったスキナーは、リングイニの母の手紙を隠匿しようとしたが、それをレミーが持ち出してしまう。壮絶な追いかけっこの末、手紙はリングイニの元に。遺言通りに、リングイニはレストラン《グストー》のオーナーに納まり、スキナーは辞めさせられる。コレットとの恋仲も進行。納まらないスキナーはレストランにネズミが出没することを衛生局に密告するが、衛生局の対応は「早ければ3ヵ月後に検査に行く」とお役所仕事。
評判も上昇中のレストラン《グストー》に、かつて料理を酷評した批評家イーゴが訪れ、訪問と批評を予告した。レミーも他の従業員に見つかってしまい退治されそうになり、リングイニは正直にこれまでの事を従業員たちに話したが、皆失望して辞めてしまい、落ち込む。
レミーは仲間のネズミたちの協力を得て、料理をはじめる。タイミング悪く検査にやってきた衛生局の職員に見られてしまったが、簀巻きにして食糧庫へ閉じ込めることに成功。ちゃんと手を洗い、料理するネズミたちを見てリングイニもやる気を取り戻し、一人で接客を行った。戻ってきたコレットもネズミたちを見て仰天するが、料理を手伝うことになった。
イーゴへの旬の特別な一品としてレミーが作ったのは「ラタトゥイユ」。南フランスの野菜煮込み料理、ありふれた家庭料理であった。しかし、一口食べたイーゴの脳裏に自身の幼児期の記憶が蘇える。素晴らしい味にイーゴも笑みを浮かべた。イーゴはシェフに挨拶を希望する、リングイニは客が全員帰ってからならばと応じ、閉店まで待ったイーゴはレミーと相対する。
イーゴは、これまでの自身の評論姿勢を顧みると共に、レストラン《グストー》を大絶賛する評論を発表した。しかしながら、衛生局の人間にネズミの大量発生が知れたものだから、レストラン《グストー》は衛生局命令で閉店。
その後、レミーとリングイニとコレットは新しいビストロの店をオープンし、屋根の上はレミーの仲間のネズミたちの住み家となった。イーゴは毎日のように来店し、こう注文する。「驚かせてくれたまえ。(Surprise me!)」と。そして店には行列ができ、看板には「La RaTaTouille」と記載されたのだった。

## 登場人物

### 主要キャラクター
レミー（Rémy）
本作の主人公。元来は、パリ郊外から離れた場所に建てられた小さな一軒家にて、仲間と共に居候していたネズミ。
ネズミでありながら、ずば抜けた味覚と嗅覚を持つ。その素晴らしい才能を活かし、リングイニと共に数々の料理を編み出していく。料理人としてのこだわりから、手（前足）を汚したくないため、基本的には二足歩行を行う。また、料理前はちゃんと手を洗う。
非常に知能が高く、人間の会話を理解できる。また、グストーの本を読破するほど人間の言葉も理解できるが、流石に人間の言葉を話すことは出来ない。
ネズミたちの中ではその嗅覚を買われて、毎日仲間が食べようとする食材の毒見役をさせられていた。なお、その食材は殆ど残飯で、レミーは食べるのを嫌がる。
そんな生活に嫌気がさしていた彼だったが、ある大雨の日にネズミ一族の居候が家主にバレてしまい脱出。しかし、その家にあった料理の本を持って行こうとしたため、脱出するタイミングが遅れ、一人ぼっちでパリに流れ着いてしまう。そして《グストー》で、リングイニと出会う。
リングイニの帽子に隠れ、髪の毛を引っ張ってリングイニ自身を操り人形のように動かして料理を作っていた。一度、自分の手柄を持っていたリングイニに嫉妬し、わだかまりが起きるも彼の大切さを思い出し、和解し、仲間のネズミ達やコレットの協力もあり、イーゴにネズミとしてではなく、シェフとして認められ、夢であった自分の店を持つようになった。
本作のナレーションも担当し、店を持つまでの経緯をお客のネズミ達に語った。
アルフレード・リングイニ（Alfredo Linguini）
本作のもう1人の主人公。パリにある“五つ星”レストラン《グストー》にて、雑用係として働く地味で冴えない青年。
母親のレナータから渡された紹介状でようやく仕事にありつくが、彼自身には料理の才能はまったくない。レミーと出会い、「ボクと君でパリ一番のシェフを目指そう」とレミーに提案した。ネズミの言葉や名前はわからないため、終始レミーを「リトル・シェフ」と呼んでいる。
グストーの息子であり、レナータからスキナーに渡された紹介状にはこの事が詳しく書かれている。また、スキナーが弁護士に行わせたDNA鑑定でもグストーの息子であることが証明される。なお、グストー本人が息子の存在を知っていたかどうかは不明。劇中に登場するグストーは「レミーの空想の産物」であるため、レミーが知らなかったこの事実についても知らなかった。一時期はレミーのおかげで一流シェフになれたのを良いことにレミーの手柄を横取りしてしまい、嫉妬した彼を追い出すも、その後和解した。ローラースケートが得意であり、劇中にはコレットとのデートで一緒に滑ったり、接客時にスケートでホールを駆け回ったりするシーンが登場する。
仕事仲間達に真相を話した後、ウエイターとしてイーゴのおもてなしをし、後に開いたレミーの店でもウエイターとして活動するなどのそちらのほうの才能はあった。
オーグスト・グストー（Auguste Gusteau）
本作のキーパーソン。劇中では故人として登場する。かつては最年少で五つ星を獲得したシェフであったが、評論家のイーゴから四つ星降格の酷評を受けた直後に他界、さらに料理界のしきたりで店はもう1つ星を失い三つ星となってしまった。
大雨によって仲間と逸れ、途方に暮れたレミーの前に幽霊として現れ、様々なアドバイスをした。彼自身は自分のことを「レミーの空想の産物だ」と言っている為、レミー自身が知らない事に関しては彼も知らない。
なお、製作の初期段階では存命の予定だったが、脚本の見直しで故人に変更された経緯があり、DVD・ブルーレイ収録の未公開シーンには存命の姿で登場している。
コレット・タトゥ（Colette Tatou）
本作のヒロイン。《グストー》で唯一の女性料理人。ロティシュー（焙り物、揚げ物の担当）。
リングイニの教育係であり、彼のことを日々厳しく鍛えている。料理人としての実力は高く、グストーのレシピを全て会得し、忠実に守り続けている。
美人だが気が強く、当初はヒステリックな言動が目立っていたが、物語中盤でリングイニと恋に落ちる。男社会である料理業界に不満を持ち、男性であるリングイニに冷たくしていたが、次第に普通に接するようになっていった。終盤、リングイニから真相を聞かされた他の従業員と共に一旦は店を出ていくも唯一店に戻り、その後はレミー達と共に運営を手伝った。《グストー》閉店後、リングイニやレミーと一緒に新しい店を開く。
スキナー（Skinner）
料理長。本作におけるディズニー・ヴィランズで金儲け第一主義のシェフ。グストーの死後、やたらと威張り散らし、グストーの名を借りた冷凍食品を販売して金儲けすることを考えている。とても身長が低く、ほとんどの作業にはしごなどを使っている。
《グストー》を名実共に自分の物にしたいと考えているが、前オーナーのグストーの遺言で、彼の死後2年間経過しないと店の全てを相続出来ないという事情のため、内心ビクビクしている。
そして、その期間が経過する前に息子であるリングイニが現れてしまった為、どうにかして追い出そうと画策していたが、レミーとの出会いにより目論見は失敗した上に、リングイニがグストーの息子である事がバレてしまい、レストランから追い出された。その後も復職を狙い、レストランの周辺を張り込み、リングイニと喧嘩別れしたレミーを捕らえて自分のためのブリトーを作るように迫るものの、自分がレストランへ出払っている隙にジャンゴやエミールらにリングイニを奪還され、最後はレミーが作ったラタトゥイユの味に感激し、誰が作ったのかを突き止めようとしてネズミだらけのキッチンを覗いてしまい、衛生局の職員同様、全身を縛られて冷蔵庫に放り込まれた。
その後の顛末は描かれていないが、衛生管理に違反したために店自体が潰れたため、目的は潰えたこととなる。

### 《グストー》従業員
レストラン内での役職についてはブリゲード・ド・キュイジーヌ#役職の一覧を参照のこと。
ホルスト（Horst）
スー＝シェフ（副料理長）。金髪のドイツ人。何らかの罪で刑務所に服役したことがあるらしいが、「フランスで2番目に大きな銀行にボールペン一本で強盗に押し入った」や「親指で殺人をした」など言うことが毎回違うため真偽および何の罪かは不明。
ポンピドゥ（Poｍpidou）
パティシエ。元ギャンブル狂。ラスベガスとモンテカルロのカジノで出入り禁止を受けている。
ラルース（Larouse）
ガルド・マンジェ（食材管理、冷製オードブル担当）。元レジスタンスの闘士で軍の銃器を調達していた。勝敗は不明だが、コレット曰く「きっと負けたからここにいる」とのこと。
ラロ（Lalo）
ソーシエ（ソテー料理の担当）。黒人。12歳で家出しサーカスに入団するも団長の娘と恋仲になりクビになる。
ムスタファ（Mustafa）
ウェイター長。

### レミーの仲間たち
エミール（Émile）
茶色の太ったネズミで、レミーの兄。料理をする才能も特別な感覚もない、そこらのネズミと同じである。ただ、弟の料理の才能を一応認めてはいる。
食いしん坊だが、「幸せの鍵はえり好みしないこと」などの台詞から、レミーとは違って残飯などを食べることに嫌悪感がないようである。レミーにレストランの食材を貰ったことで味を占め、ちょくちょく仲間を連れてご馳走になるようになった。仲間達と共にレストランに忍び込んで食材を盗む際に彼の不注意が原因でレミーが食材を盗んでいたことがリングイニにバレて2人が喧嘩別れする事になったり、彼がスキナーの罠に引っかかったせいでその身代わりになったレミーがスキナーに誘拐されてしまうなどのトラブルメーカーだが、さらわれたレミーを助けたり、仲間達と共にレミーとリングイニの調理を手伝うなど兄らしい一面も見せた。
ジャンゴ（Django）
ネズミたちの長で、レミーとエミールの父。色はレミーに近い。夢見るレミーに人間世界の恐ろしさや人間の残酷さを説き続け、わざわざレミーを仲間たちの死体が罠や殺鼠剤とともに陳列された店の前に連れて行くほどである。しかしそれも一族を守らねばならない立場ゆえである。
だが、リングイニとレミーの関係を見て考えをある程度改め、レミー達を助ける為に一族全員で調理を手伝う。
ギット（Git）
体の大きなネズミ。耳にはどこかの研究所でつけられたかのようなタグがあり、そこにはA113と記されている。
店にある巨大な倉庫の扉を一匹で閉められる事から相当な力持ちである。

### その他
アントン・イーゴ（Anton Ego）
パリ市内に住む料理批評家。料理界で最高の権威を誇り、彼の評価でつぶれたレストランや失業したシェフは数え切れないほど。文字通り料理人生命を絶ってしまうことから、「食べる死神」の異名を持つ。彼のポリシーは「愛せる料理のみ口にする。愛せない料理は喉を通さない。」である。また、食事のシーンで右手でペンを持ち、左手でスプーンを持っていたことから、両利きもしくはクロスドミナンスである可能性が高い。
以前に《グストー》の店を酷評したが最近また繁盛してきた為、興味を持って来店する。そしてレミーが出したラタトゥイユを食べて感動し、レミーたちに出会い素直な評価を「究極のフレンチレストラン」という題名で新聞に掲載したが、スキナーや衛生局によって調理場にネズミがいると広まって《グストー》の店は閉店し、評論家であるイーゴも失職した。
その後、レミー曰く「ちょっとしたビジネスを始めてすごく上手くいってる」。レミー、リングイニ、コレットが新たに開いた小さなビストロ「ラ・ラタトゥイユ」に毎日通って料理を堪能している。描写や説明はないが、開店に際して「ラ・ラタトゥイユ」のオーナー(ちょっとしたビジネス)になったのかもしれない。以前の冷たさは消えて社交的で穏やかになっている。
レナータ（Renata）
リングイニの母親。すでに故人であるため、名前のみしか出てこない。しかし彼女が息子・リングイニに持たせた紹介状が急展開を呼び起こす。
アンブリスター（Ambrister）
イーゴの秘書。
英語版では、監督であるブラッド・バードが声を担当する。
タロン（Talon Lebathe）
スキナーの弁護士。

## 声の出演
| 役名                     | 原語版声優                 | 日本語吹替                                                                     |
| ------------------------ | -------------------------- | ------------------------------------------------------------------------------ |
| レミー                   | パットン・オズワルト       | 岸尾だいすけ                                                                   |
| アルフレッド・リングイニ | ルー・ロマーノ             | 佐藤隆太                                                                       |
| スキナー                 | イアン・ホルム             | 浦山迅                                                                         |
| ジャンゴ                 | ブライアン・デネヒー       | 麦人                                                                           |
| エミール                 | ピーター・ソーン           | 茶風林                                                                         |
| アントン・イーゴ         | ピーター・オトゥール       | 家弓家正                                                                       |
| オーグスト・グストー     | ブラッド・ギャレット       | 有川博                                                                         |
| コレット・タトゥ         | ジャニーン・ガラファロー   | 甲斐田裕子                                                                     |
| ホルスト                 | ウィル・アーネット         | 東地宏樹                                                                       |
| ポンピドゥ               | トニー・フーシル           | 朝倉栄介                                                                       |
| ラルース                 | ジェームズ・レマー         | 亀山助清                                                                       |
| ラロ                     | ジュリウス・カラハン       | 宮下栄治                                                                       |
| ムスタファ               | ジョン・ラッツェンバーガー | 石田圭祐                                                                       |
| タロン・ラバルテ         | テディ・ニュートン         | 森田順平                                                                       |
| ギット                   | ジェイク・スタインフェルド | 田中英樹                                                                       |
| アンブリスター           | ブラッド・バード           | 小宮山清                                                                       |
| フランソワ・デュピュイ   | ジュリウス・カラハン       | 岩崎ひろし                                                                     |
| ルサール                 | トニー・フーシル           | 石鍋裕                                                                         |
| レミーの友達             |                            | 永吉たける                                                                     |
| ガール・ラット1          |                            | 森星                                                                           |
| ガール・ラット2          |                            | 南條有香                                                                       |
| 常連客                   |                            | 中村雅人                                                                       |
| その他                   |                            | 谷昌樹 高森奈緒 福島桂子 渡辺英雄 北西純子 大原崇 岡林史泰 樋口智透 山口享佑子 |
| ナレーション             | ステファン・ルークス       | 真地勇志                                                                       |

## 用語
《グストー》（Gusteau's）
オーグスト・グストーがオーナーシェフを務めていたパリの“五つ星”レストラン。
イーゴが四つ星に評価を下げ、そのショックでオーナーシェフのグストーが亡くなったため、料理界の慣例により更に星一つを減らし、現在は三つ星レストランである。
誰でも名シェフ（Anyone Can Cook）
オーグスト・グストーが遺した本。情熱を貫く勇気さえあれば、誰でもシェフになれると説く。
アメリカ公開版では上記の英語の書名が表示されるが、日本などでの公開版ではフランス語の書名『Tout le monde peut faire de la Cuisine』が表示されている。

## 主題歌
- ごちそう（カミーユ）
- レミーのおいしいレストラン　～メイン･テーマ　（マイケル・ジアッチーノ）
- レミーのおいしいレストラン　～エンディング　（マイケル・ジアッチーノ）

## 評価

### 受賞＆ノミネート
太字は受賞した部門
第80回アカデミー賞
- 長編アニメーション映画賞
- 脚本賞
- 作曲賞
- 録音賞
- 音響編集賞

第50回グラミー賞
- 最優秀スコア・サウンドトラック・アルバム（Best Score Soundtrack Album）

第65回ゴールデングローブ賞
- アニメーション映画賞

第35回アニー賞 en:35th Annie Awards
- 作品賞
- Best Animated Short Subject ※DVD特典映像のスピンオフ作品『Your Friend the Rat』に対して
- Best Animated Video Game　※TVゲームに対して
- 以下は個人部門での受賞、ノミネート。
  - アニメーション効果賞 - Gary Bruins
  - アニメーション効果賞 - Jon Reisch
  - キャラクター・アニメーション賞（映画） - Michal Makarewicz
  - キャラクター・デザイン賞（映画） - カーター・グッドリッチ
  - 監督賞（映画） - ブラッド・バード
  - 音楽賞（映画） - マイケル・ジアッチーノ
  - プロダクション・デザイン賞（映画） - Harley Jessup
  - ストーリーボード賞（映画） - Ted Mathot
  - 声優賞（映画） - ジャニーン・ガラファロー
  - 声優賞（映画） - イアン・ホルム
  - 声優賞（映画） - パットン・オズワルト
  - 脚本賞（映画） - ブラッド・バード

東京アニメアワード2008
- 海外劇場部門優秀賞

第34回サターン賞
- アニメ映画賞

## ブルーレイ版
- ピクサー作品で最初のブルーレイ方式対応となった。2007年12月5日発売。当初は『カーズ』が先行発売する予定だったが、都合により同日発売となった。特典映像などはDVD版と比べてかなり充実しており、製作現場の話や監督のコメンタリー、カットされた映像などが盛り込まれている。

## テレビゲーム
THQジャパンより『レミーのおいしいレストラン』PlayStation 2、Wii、ニンテンドーDS用日本語版が2007年8月2日に、PlayStation 3用日本語版が11月22日に発売された。

## テレビ放映
| 回数 | 放送局    | 放送枠   | 放送日       | 放送時間    | 放送分数 | 吹替版     | 平均世帯 視聴率 | 備考         |
| ---- | --------- | -------- | ------------ | ----------- | -------- | ---------- | --------------- | ------------ |
| 1    | TBSテレビ | （なし） | 2014年7月6日 | 21:00-22:48 | 108分    | 劇場公開版 |                 | 地上波初放送 |

- 地上波放送・関東地区のみ記載。
- 視聴率はビデオリサーチ調べ。関東地区でのデータ。

## アトラクション
ラタトゥイユ:ジ・アドベンチャー (Ratatouille: The Adventure)
3Dメガネをかけてネズミ型のライドに乗り込み、レミーと同じネズミ目線でレストラン「グストー」内を駆け巡る。シチュエーションによって匂いや温度も変化する体感型アトラクション。
- ディズニーランド・パリ ウォルト・ディズニー・スタジオ・パーク - 2014年7月開業。隣接してコース料理を提供するレストラン「ビストロ・シェ・レミー（Bistrot chez Remy）」も開業。
- エプコット フランス館 - 2021年10月1日開業。

## トリビア
- エンディングにてカナダ出身のアニメーター、「ダン・リー」の追悼シーンが存在する。肺癌により2005年1月15日に36歳という若さで亡くなった。今作で彼はスケッチを担当した。
- アルフレード・リングイニの名前はクリームソースの一種アルフレードとロングパスタの一種リングイネからつけられた（リングイニはリングイネの複数形である）。
- ピクサーの作品は、製作途中にスタッフがセリフを仮に収録していき、それから声の出演を決めるのだが、リングイニ役のルー・ロマーノはスタッフの一人でありながら仮の収録からそのまま正式採用されてしまった。
- DVD・ブルーレイ収録の映像特典として、レミーとエミールが人間とネズミの共生を説く内容の短編『ユア・フレンド・ザ・ラット（英語版）』（11分、第35回アニー賞短編作品賞受賞）が制作されているが、日本発売版のDVD・ブルーレイには収録されていない。同作は日本国内におけるピクサー短編作品集のビデオソフトや各種配信サービスでも含まれておらず、事実上の日本未公開作品となっている。
- DVDのメインメニューで、左のガス台の鍋から時々顔を出すネズミのあたりをクリックすると、数秒間の「ネズミ退治のコマーシャル」の映像が流れる。さらに、右のガス台から登場するネズミをクリックすると「Ratatouilleの正しい発音」の動画が見られる。
- DVDのチャプターメニューの1 - 5の画面で、「戻る」（丸の中に×印）ボタンから右を押すと、クリックできる部分が出てくる。それをクリックすると特別映像「ガッツ・ポーズのショット集」が流れる。
- ブルーレイディスクの場合は、トータルメニュー（右上でレミーがチーズに乗ったりプチトマトをサッカーボール代わりにしている動画が出てくる画面）で、左上の食器からネズミが顔を出した時に、リモコンの左ボタンを押すと、「ネズミ退治のコマーシャル」「ガッツ・ポーズのショット集」「Ratatouilleの正しい発音」「料理の研究」「トロンボーン」の5つの動画メニューを見ることができる。
- リングイニとコレットのデートシーンで『Mr.インクレディブル』のボム・ボヤージュがカメオ出演している。
- レミーとスキナーの追いかけっこで後方の橋の上に『トイ・ストーリー』のピザ・プラネットの車が走っている。
- リングイニの履いているトランクスの柄がMr.インクレディブルのマークになっている。
- リングイニの部屋の冷蔵庫には、『バグズ・ライフ』に出てきた中国・山珍の飲茶の入れ物がある。
- 最初に出てくる、ピクサーでおなじみの眠れる森の美女の城のオープニング(CGver)は、この作品で見納めとなった。『WALL・E/ウォーリー』以降とテレビ朝日版『トイ・ストーリー2』はディズニー、ピクサーともに、新しいオープニングであるシンデレラ城verに統一されることになる（ただし、ルクソーJr.が出てくるシーンに変化はない）。その他に隠れミッキーなどもある。